# Бендина, Вера Дмитриевна
Вера Дмитриевна Бе́ндина (1900, Самарская губерния — 1974, Москва) — советская актриса. Народная артистка РСФСР (1948).

## Биография
Родилась 10 (23) сентября 1900 года в деревне Красный Яр (ныне Самарская область).
Ученица Е. Б. Вахтангова (1917—1922). Училась в школе при Третьей студии МХАТ (1921—1924).
В 1924—1964 годах — актриса в труппе МХАТа. Играла лирические, комедийные и острохарактерные роли.
Работала на радио и озвучивала мультфильмы («Федя Зайцев», «Остров ошибок», «Снежная королева» и другие).
Умерла 8 октября 1974 года в Москве. Похоронена на Новодевичьем кладбище (участок № 2, ряд 10).

### Семья
- муж — Анатолий Горюнов (1902—1951), актёр Театра имени Евг. Вахтангова, народный артист РСФСР.
- дети — Михаил (1932—1994) и Анна (род. 1933) Горюновы, актёры МХАТа.

## Звания и награды
- заслуженная артистка РСФСР (11 февраля 1936).
- народная артистка РСФСР (26 октября 1948).
- орден Трудового Красного Знамени (26 октября 1948)
- орден «Знак Почёта» (03.05.1937) — за выдающиеся заслуги в деле развития русского театрального искусства
- медали

## Память
- В РГАЛИ хранятся материалы, посвященные В. Д. Бендиной[3].

## Творчество

### Роли в театре

#### МХАТ
- 1924 — «Синяя птица» М. Метерлинка — внучка Берленго
- 1925 — «Горе от ума» А. С. Грибоедова — Лиза
- 1926 — «Синяя птица» М. Метерлинка — Тильтиль
- 1927 — «Безумный день, или Женитьба Фигаро» П. Бомарше — Фаншетта
- 1928 — «Унтиловск» Л. М. Леонова — Агния 1-я
- 1928 — «Квадратура круга» В. П. Катаева — Людмила
- 1930 — «Воскресение» по Л. Н. Толстому — 2-й мальчишка
- 1930 — «Три толстяка» Ю. К. Олеши — Суок
- 1931 — «Хлеб» В. М. Киршона — Зотова
- 1933 — «В людях» по М. Горькому — Лёнька
- 1934 — «Чудесный сплав» В. М. Киршона — Тоня
- 1935 — «Враги» М. Горького — Надя
- 1936 — «Мёртвые души» по Н. В. Гоголю — Настасья Петровна Коробочка
- 1937 — «Любовь Яровая» К. А. Тренёва — продавщица папирос
- 1939 — «Тартюф» Мольера — Дорина
- 1948 — «Школа злословия» Р. Б. Шеридана — леди Тизл
- 1948 — «Двенадцать месяцев» С. Я. Маршака — Королева
- 1948 — «Хлеб наш насущный» Н. Е. Вирты — Наталья Соловьёва
- 1948 — «Зелёная улица» А. А. Сурова — Тихвинская
- 1951 — «Плоды просвещения» Л. Н. Толстого — графиня
- 1953 — «Дачники» М. Горького — Ольга Алексеевна
- 1954 — «Пиквикский клуб» по Ч. Диккенсу — мисс Уордль
- 1955 — «Синяя птица» М. Метерлинка — соседка Берленго
- 1958 — «Дорога через Сокольники» В. А. Раздольского — Анастасия Ивановна
- 1961 — «Три толстяка» Ю. К. Олеши — тётушка Ганимед

### Фильмография
- 1932 — Женщина — Аника
- 1959 — Аннушка — учительница
- 1962 — Интервью у весны — тётушка Ганимед

### Озвучивание мультфильмов
- 1948 — Федя Зайцев — Федя Зайцев
- 1949 — Чудесный колокольчик — Луша
- 1950 — Девочка в цирке — Девочка
- 1953 — Полёт на Луну — Коля Хомяков
- 1955 — Остров ошибок — Коля Сорокин
- 1956 — Девочка в джунглях — Девочка
- 1957 — Снежная королева — Принц